# Río Kennet
El río Kennet es un afluente del río Támesis. Con una longitud total de 72 km, está localizado en el sur de Inglaterra, y en su mayor parte atraviesa los North Wessex Downs, un  área de excepcional belleza natural. El tramo inferior (conocido como Kennet Navigation) se hizo navegable antes del siglo XIX, y junto con el río Avon, el Canal del Kennet y del Avon y el Támesis permite el paso de pequeñas embarcaciones entre las ciudades de Bristol y de Londres.
La cabecera del río, desde cerca de sus fuentes situadas al oeste de Marlborough en Wiltshire, hasta alcanzar Woolhampton en Berkshire, alberga un sitio de especial interés científico de carácter biológico con una extensión de 111,1 hectáreas (274,5 acre). La zona presenta una gran variedad de plantas y animales raros, completamente endémicos de los cursos de agua que recorren las formaciones de creta caliza.
El Distrito de Kennet en Wiltshire tomó su nombre del río.

## Etimología
La pronunciación y la ortografía originales del nombre del río era Kunnit (o Cunnit), y probablemente se deriva del asentamiento romano en la zona del valle superior conocido como Cunetio (que a su vez dio origen al pueblo posterior de Mildenhall). Los eruditos latinos afirman que es muy poco probable que Cunetio sea una derivación latina, lo que significa que es un nombre celta británico, como la mayoría de los nombres de ciudades romanas en Gran Bretaña. La raíz celta frecuente "cun-" significa "sabueso", como en el galés moderno ci, cŵn, "perro".

## Curso
Una de las fuentes del Kennet es el manantial de Swallowhead, que mana cerca de la colina de Silbury en Wiltshire, que suma su caudal al de otros manantiales localizados al norte de Avebury, cerca de los pequeños pueblos de Uffcott y Broad Hinton, donde convergen. En estas primeras etapas, pasa cerca de muchos lugares con vestigios prehistóricos, incluidos Avebury, el túmulo alargado de West Kennet y la colina de Silbury. El terreno drenado por la cabecera del río normalmente tiene un nivel freático profundo (el suelo de los North Wessex Downs es en su mayor parte calcáreo), por lo que muchos tramos siguen aportando aguas de origen subterráneo incluso cuando la precipitación es baja y los suelos circundantes no disponen de las capas impermeables necesarias para formar manantiales en superficie.
El río atraviesa las ciudades de Marlborough, Hungerford y Newbury antes de desembocar en el Támesis en el tramo por encima de la esclusa de Sonning, en el centro de Reading en Berkshire.
El río Og confluye con el Kennet en Marlborough y el Dun lo hace en Hungerford, seguidos por el Lambourn, el Enborne y el arroyo Foudry. A lo largo de seis millas (10 km) al oeste del centro de Reading, el Kennet, que recibe agua suministrada por bombeo para mantener un nivel adecuado, es acompañado por un canal secundario seminatural, el arroyo Holy, que sirvió en su momento para accionar los molinos hidráulicos pertenecientes a la abadía de Reading.

## Navegación

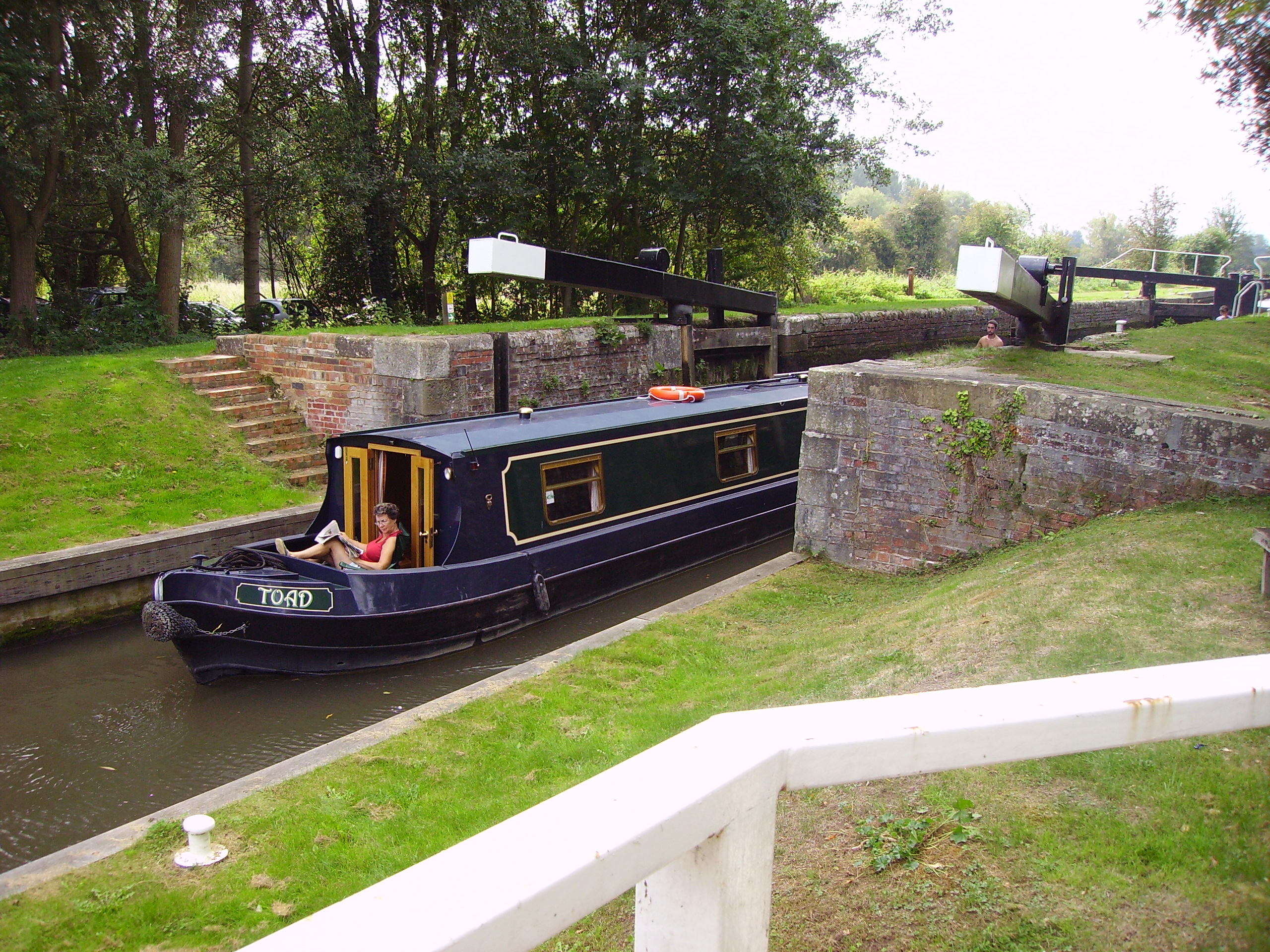
Esclusa de Tyle Mill, en Sulhamstead

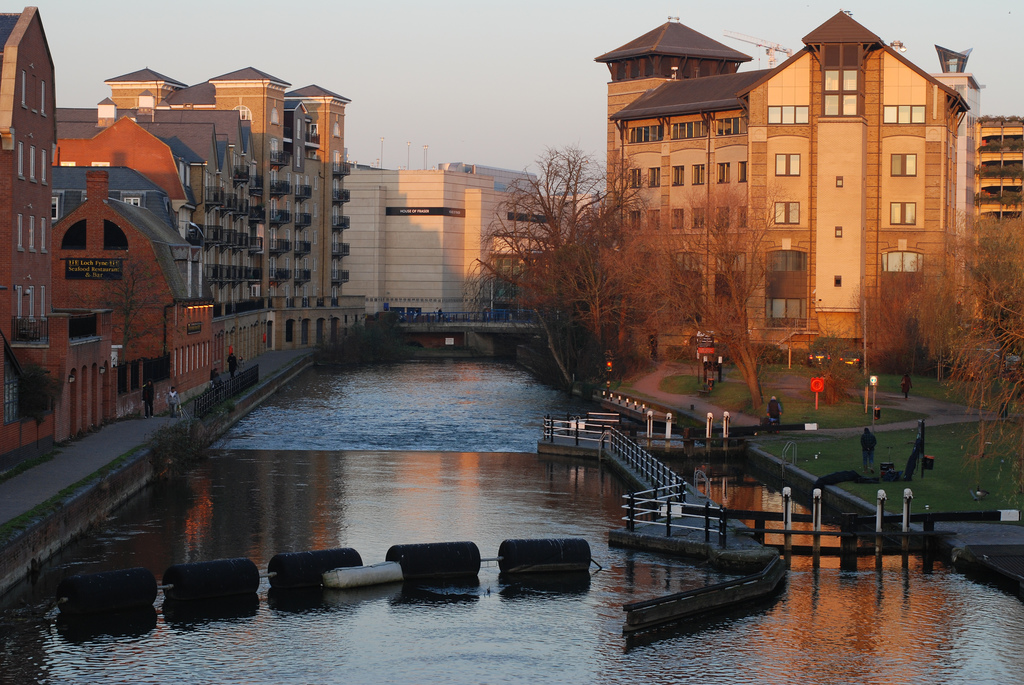
Esclusa de County en Reading

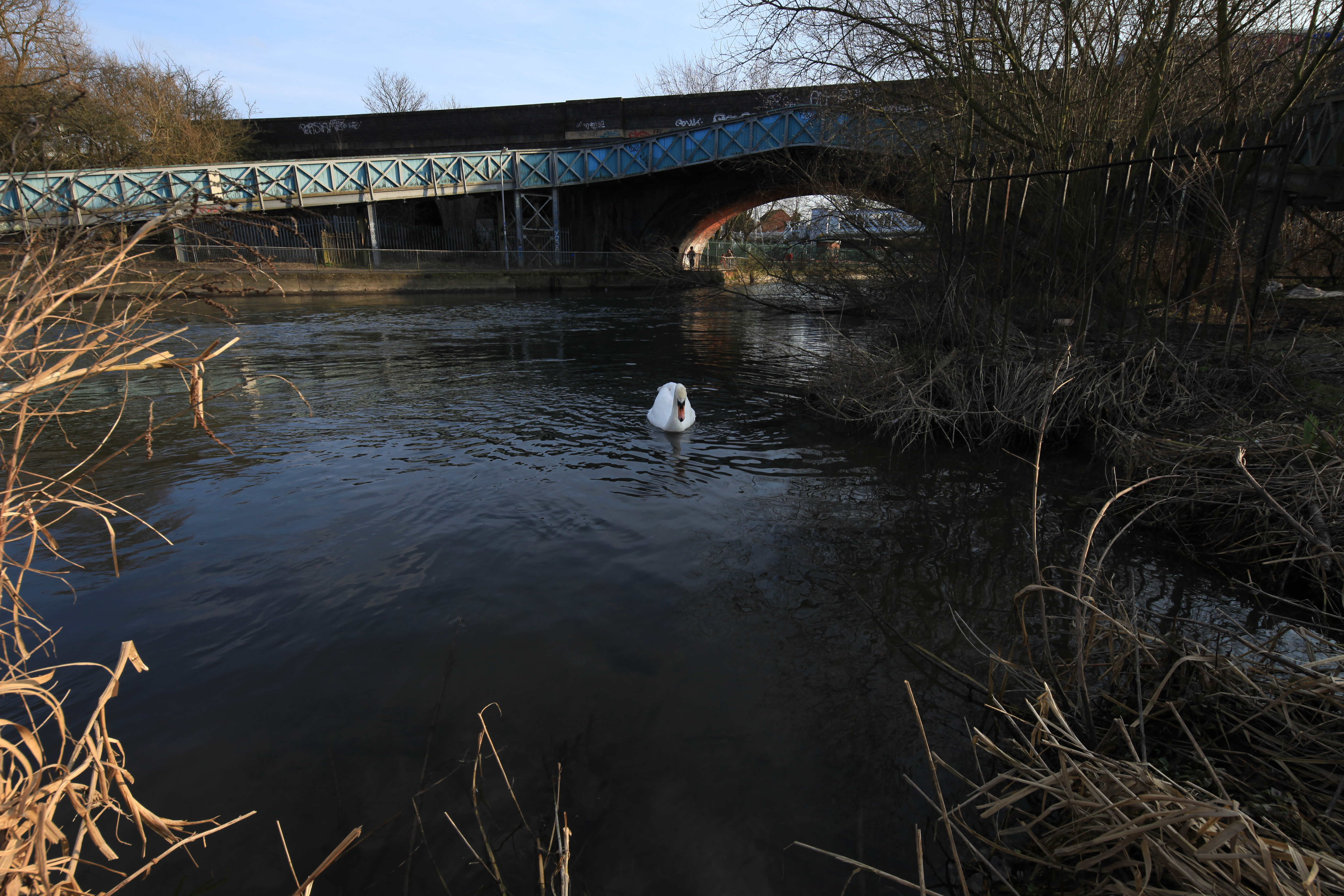
Kennet Mouth, con el puente del Great Western Railway proyectado por Isambard Kingdom Brunel en Reading. El Kennet es navegable desde allí río arriba hasta Newbury, donde se une al canal del Kennet y del Avon

El puente de la Herradura en Kennet Mouth es una estructura de hierro revestida de madera, que se construyó en 1891 para permitir que los caballos que remolcaban las barcazas a lo largo del Támesis cruzaran el Kennet.
Yendo río arriba, la primera milla del río, desde Kennet Mouth hasta High Bridge en Reading, ha sido navegable desde al menos el siglo XIII, permitiendo la construcción de muelles tanto para los habitantes del pueblo como para la abadía de Reading. Originalmente, este corto tramo de río navegable estaba bajo el control de la abadía, pero actualmente es administrado por (incluida la esclusa de Blake) por la Agencia de Medioambiente como si fuera parte del río Támesis.
Desde High Bridge hasta Newbury, el río se hizo navegable entre 1718 y 1723 bajo la supervisión del ingeniero John Hore de Newbury. Conocido como Kennet Navigation, este tramo del río ahora es administrado por el Fideicomiso del Río y del Canal como parte del canal del Kennet y del Avon. En el recorrido navegable se alternan tramos de cauce natural con 11 millas (17,7 km) con un desnivel de 130 pies (39,6 m) salvados mediante una serie de esclusas (denominadas County, Fobney, Southcote, Burghfield, Garston, Sheffield, Sulhamstead y Tyle Mill).

## Vida silvestre
El río Kennet es un refugio para diversos animales y plantas. Su curso atraviesa el área de excepcional belleza natural de los North Wessex Downs, y el río entre Marlborough y Woolhampton posee la calificación de sitio de especial interés científico. La protección que este estatus brinda al Kennet significa que aquí se pueden encontrar muchas especies de plantas y animales en peligro de extinción. Las masas de flores blancas formadas sobre el agua por los ranúnculos a principios del verano son características de los ríos calcáreos, brindando un vistoso espectáculo junto al puente peatonal en Chilton Foliat y junto al puente de carretera en Hungerford.
Especies animales como la rata de agua, la culebra de collar, el escribano palustre, la trucha y la lamprea prosperan aquí, a pesar de estar en declive en otras partes del país. Los cangrejos de río son muy comunes en algunas partes del río. Sin embargo, la mayoría, si no todos, son ahora cangrejos americanos, una especie invasora procedente de las instalaciones de cría que ha reemplazado a los cangrejos autóctonos en la mayoría de los ríos del sur, aunque una pequeña población todavía sobrevive en el río Lambourn. La base para sostener esta variada cadena trófica silvestre son los insectos, representados por muchos cientos de especies, comunes y raras, que se pueden encontrar en el río Kennet y sus alrededores. Hay grandes eclosiones de efímeras, cuyos adultos de vida corta y cola larga son el alimento favorito de las truchas; así como numerosas especies de escarabajos de agua y larvas de otras especies de insectos. Los tricópteros también son muy numerosos, especialmente a finales del verano. Junto al río, los cañaverales, los pastos y otra vegetación albergan muchas otras especies de insectos, incluidas la polilla tigre escarlata, la polilla halcón y una mariposa esfinge.

## Uso de recursos
Históricamente, los molinos de agua del Kennet han servido de fuente de energía para varias actividades preindustriales e industriales. En diversos lugares del río se construyeron caces paralelos al cauce para disponer del desnivel necesario para impulsar los molinos. Solo quedan tres molinos en Ramsbury, aunque se conservan diversos emplazamientos de molinos en desuso o antiguos, como en Southcote, Burghfield, Sulhamstead, Aldermaston, Thatcham, Newbury y Hungerford. Aparte de los molinos, en los siglos XVII y XVIII el agua del río también se utilizó para las industrias cervecera y de curtido de pieles en Ramsbury y Marlborough.

## Calidad del agua
La Agencia de Medio Ambiente mide la calidad del agua de los sistemas fluviales en Inglaterra. A cada uno se le asigna un estado ecológico general, que puede ser uno de cinco niveles: alto, bueno, moderado, malo y muy malo. Se utiliza una combinación de factores para determinar este índice, incluido el estado biológico, que analiza la cantidad y las variedades de invertebrados, plantas con flor y peces. El estado químico, que compara las concentraciones de varios productos químicos con concentraciones seguras conocidas, se califica como bueno o malo.
Calidad del agua del río Kennet en 2019:
| Sección                                                                            | Estado Ecológico | Estado Químico | Estado General | Longitud Cauces     | Cuenca                 | Canal |
| ---------------------------------------------------------------------------------- | ---------------- | -------------- | -------------- | ------------------- | ---------------------- | ----- |
| Desde Upper Kennet a Marlborough (GB106039023171)                                  | Moderado         | Malo           | Moderado       | 27,878 km (17,3 mi) | 150,231 km² (58,0 mi²) |       |
| Middle Kennet (Marlborough a Hungerford) (GB106039023173)                          | Bueno            | Malo           | Moderado       | 34,037 km (21,1 mi) | 57,123 km² (22,1 mi²)  |       |
| Middle Kennet (Hungerford a Newbury) (GB106039023174)                              | Moderado         | Malo           | Moderado       | 49,227 km (30,6 mi) | 84,872 km² (32,8 mi²)  |       |
| Kennet (confluencia con el Lambourn a confluencia con el Enborne) (GB106039017420) | Moderado         | Malo           | Moderado       | 16,626 km (10,3 mi) | 38,254 km² (14,8 mi²)  |       |
| Lower Kennet (Sheffield Bottom a Reading) (GB106039023140)                         | Moderado         | Malo           | Moderado       | 29,791 km (18,5 mi) | 48,887 km² (18,9 mi²)  |       |

### Muerte de insectos en julio de 2013
En julio de 2013, la Agencia del Medioambiente investigó la muerte de insectos que se produjo cuando una pequeña cantidad (estimada en dos cucharaditas (10 mililitros)) de clorpirifós, un organofosfato insecticida usado como veneno para hormigas y disponible en centros de jardinería, fue arrojada al río, matando a los crustáceos del río y a la mayoría de los demás artrópodos en el tramo del río entre Marlborough y Hungerford. Los insectos muertos se hundieron en el fondo del río y se pudrieron, dando como resultado malos olores, pero no parecía haber muerto ningún pez. Sin embargo, sin insectos y crustáceos para alimentarse, muchos de los peces, pájaros y anfibios que se alimentaban en el río probablemente desaparecieron. El veneno fue diluido y finalmente eliminado por el flujo de la corriente.